# Поњики
Поњики (слч. Poniky) насељено је мјесто са административним статусом сеоске општине (слч. obec) у округу Банска Бистрица, у Банскобистричком крају, Словачка Република.

## Становништво
| Година:    | 1994. | 2004.   | 2014.   | 2024.   |
| ---------- | ----- | ------- | ------- | ------- |
| Број људи: | 1538  | 1567    | 1564    | 1554    |
| Разлика:   |       | +1,88 % | -0,19 % | -0,63 % |

| Година:    | 2023. | 2024.   |
| ---------- | ----- | ------- |
| Број људи: | 1540  | 1554    |
| Разлика:   |       | +0,90 % |

Према подацима о броју становника из 2011. године насеље је имало 1.591 становника.